# Schahmirzadi (Sprache)
Schahmirzadi oder Shahmirzadi (persisch شاهمیرزادی Schahmirzādi) ist ein Dialekt der Masanderanischen Sprache, der manchmal als eigene Sprache angesehen wird und in der Umgebung der Stadt Schahmirzad in der nordiranischen Provinz Semnan gesprochen wird.